# تيكومة كافاليرية
تيكومة كافاليرية (الاسم العلمي:Tecoma cavaleriei) هي نوع غير مؤكد من النباتات يتبع جنس التيكومة من الفصيلة البنيونية.